# Passer euchlorus
El gorrión árabe (Passer euchlorus) es una especie de ave paseriforme de la familia Passeridae propia del suroeste de Arabia, y las costas de Somalia y Yibuti. Anteriormente fue considerado como subespecie del gorrión dorado de Sudán (Passer luteus).

## Descripción
Alcanza una longitud corporal de 13 centímetros. El macho tiene el plumaje de un color amarillo dorado brillante. Las plumas de la cola son de color marrón oscuro con bordes grises o rosados y las alas marrón oscuro con ribetes de color blanco o marrón claro. El pico es negro, los ojos marrones o avellana y las patas de color amarillento. Las hembras tienen la frente amarillenta en plumaje nupcial. La cabeza y los lados del cuello son oliva grisáceo, las coberteras traseras y superiores son de color gris-verdoso. Las plumas de la cola son similares a las del macho. La parte inferior es de color marrón blanquecino con un brillo amarillento y la parte superior es marrón grisáceo.